# Gita Dodowa
Gita Dodowa (bulgarisch Гита Ванива Додова; * 2. Mai 1982 in Wraza) ist eine bulgarische Dreispringerin.

## Werdegang
Einen ersten internationalen Achtungserfolg landete Dodova bei den Leichtathletik-Junioreneuropameisterschaften 2001 im italienischen Grosseto. Mit einer persönlichen Bestleistung von 13,23 Metern qualifizierte sie sich für den Finalwettkampf und wurde dort Siebte.
Nach kontinuierlicher Steigerung ihrer persönlichen Bestweite sprang sie im Juli 2008 bei einem Sportfest in Argos Orestiko 14,24 Meter, bis heute ihre persönliche Bestleistung. Damit erfüllte sie die B-Norm für die im August 2008 in Peking stattfindenden Olympischen Sommerspiele. Ihre Leistung konnte sie dort nicht bestätigen und verfehlte mit 13,53 Metern die Qualifikation für das olympische Finale.